# Zona internacional
Una zona internacional es un tipo de extraterritorialidad regido por el derecho internacional o un tratado similar entre dos o más naciones. El término también puede referirse a las áreas de los aeropuertos internacionales fuera de los controles aduaneros y de inmigración. Estas áreas a menudo contienen tiendas libres de impuestos, pero no son extraterritoriales. En zonas de conflicto pueden existir zonas internacionales denominadas zonas verdes que forman enclaves de protección para mantener a los diplomáticos a salvo. Los países en conflicto también pueden tener zonas internacionales que los separen.

## Ejemplos de zonas internacionales
- Irak tuvo una zona internacional alrededor del Palacio Republicano en el centro de Bagdad en una curva del río Tigris. Esta zona era y sigue siendo la sede fortificada para la coalición y los Ministerios de Reconstrucción de Irak. El nombre oficial fue inicialmente Zona Verde, pero más tarde se cambió a Zona Internacional en junio de 2004 con el retorno de la soberanía al pueblo iraquí.[1][2]

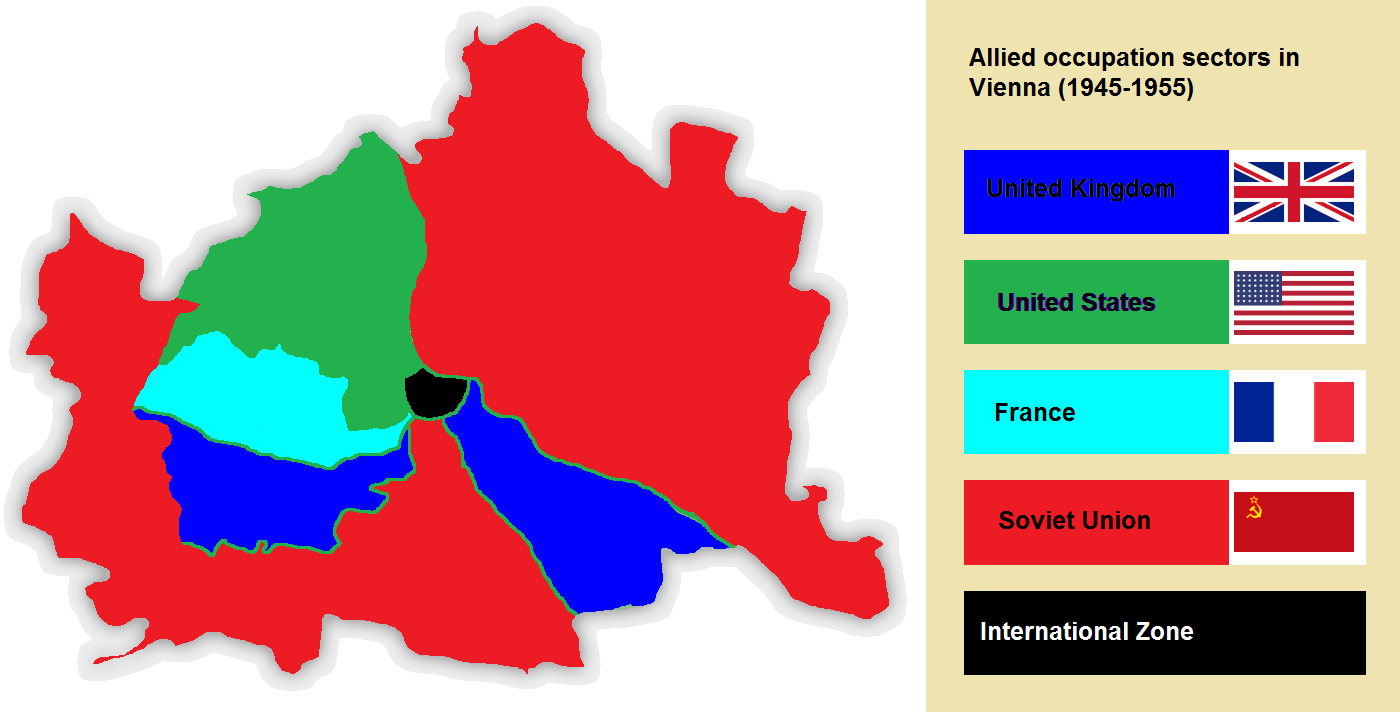
Zonas de ocupación aliada en Viena tras la Segunda Guerra Mundial

- Las tropas francesas, británicas, estadounidenses y soviéticas dividieron a Viena en cuatro zonas tras la Segunda Guerra Mundial, y una pequeña zona internacional del centro histórico de Viena fue gobernada en rotación por las tropas de esos países.

- La zona internacional en un aeropuerto internacional es la zona en la que los pasajeros internacionales que llegan no han entrado formalmente en el país a través de los controles aduaneros y migratorios, y los pasajeros que salen han salido formalmente del país. Los pasajeros en tránsito pueden tomar vuelos internacionales de conexión en la zona internacional sin necesidad de controles aduaneros y de inmigración, y en la mayoría de los casos no requieren visa.[3][4][5] Sin embargo, algunos países exigen a los pasajeros de determinadas nacionalidades que posean un visado directo de tránsito aéreo[6] incluso cuando no necesiten pasar por controles fronterizos. Una excepción importante es Estados Unidos, donde todos los pasajeros que llegan a vuelos internacionales están sujetos a inspecciones de aduanas e inmigración. Por lo tanto, el tránsito en un aeropuerto estadounidense requiere por lo menos una visa C-1 o una autorización de viaje para los viajeros del programa de exención de visa. Una característica común de la zona internacional son las tiendas libres de impuestos para los pasajeros que salen y en tránsito. Las zonas internacionales en los aeropuertos están totalmente bajo la jurisdicción del país donde se encuentran. Las personas que cometan un acto ilícito (por ejemplo, la posesión de contrabando como las drogas ilegales) en la zona internacional pueden ser procesadas por la justicia.

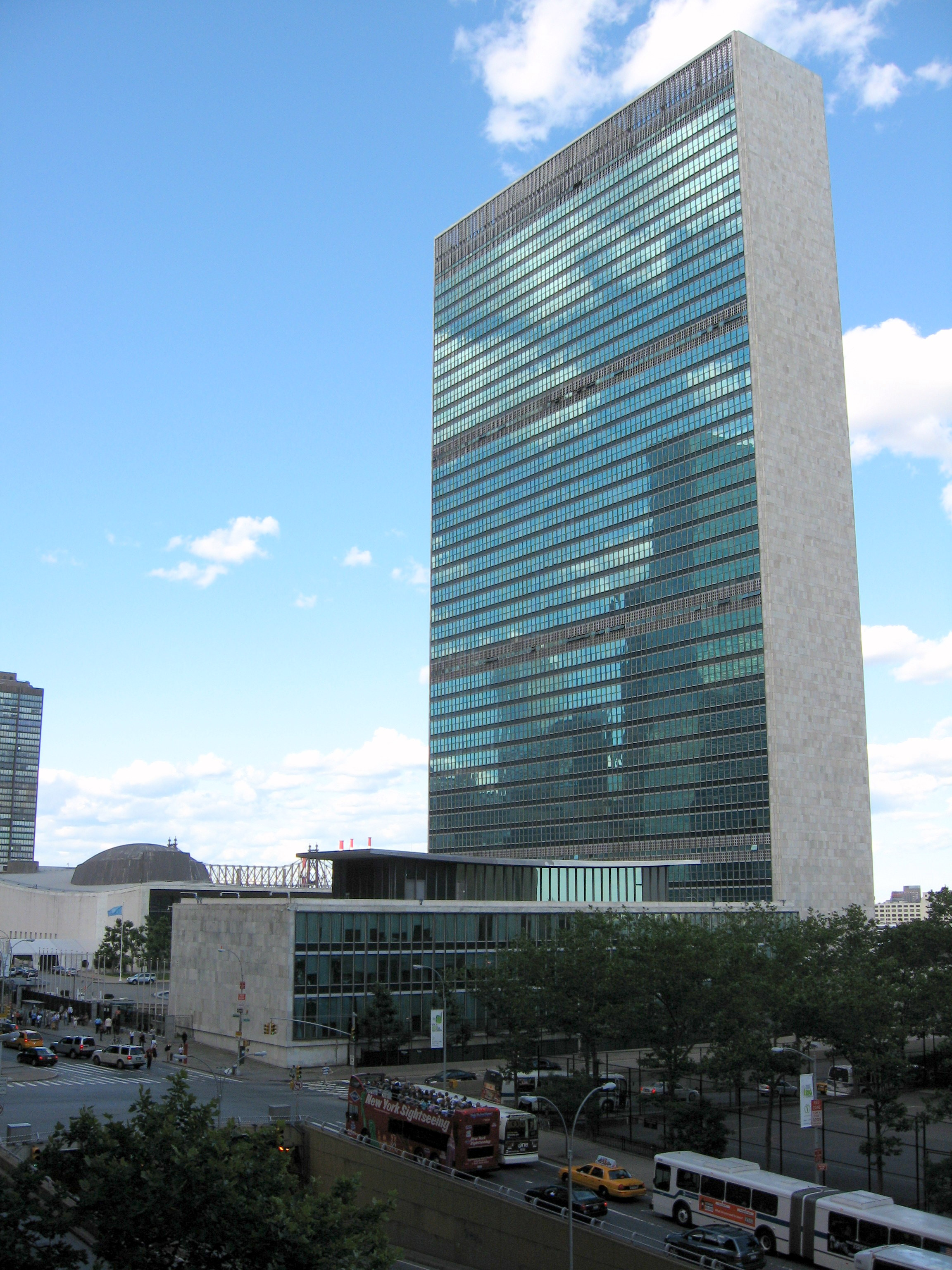
Sede de las Naciones Unidas en Nueva York

- La sede de las Naciones Unidas es un complejo en la ciudad de Nueva York que existe como territorio internacional. El territorio es administrado por las Naciones Unidas pero todavía está sujeto a la mayoría de las leyes locales, estatales y federales.[7] Las Naciones Unidas tienen sedes adicionales en Ginebra (Suiza), Viena (Austria) y Nairobi (Kenia), las cuales gozan de ciertos privilegios extraterritoriales.

- Reino Unido y Francia establecieron «zonas internacionales» o «zonas de control» en ambos extremos del Eurotúnel, que cruza por debajo del Canal de la Mancha. Las autoridades británicas ejercen autoridad dentro de la zona de control en el lado francés, y las autoridades francesas ejercen autoridad dentro de la zona de control en el lado británico. Las violaciones en la zona de control son tratadas como si hubieran ocurrido dentro del territorio del estado contiguo dentro de esa zona, y la extradición no se requiere para sacar a un violador al estado operativo para el enjuiciamiento. Los oficiales del estado contiguo pueden llevar armas de fuego dentro de la zona de control.[8]

- La Zona Internacional de Tánger fue, formalmente, un protectorado ejercido por varios países situado en la ciudad marroquí de Tánger y sus alrededores entre 1923 y 1956. Se trataba de una zona de control internacional, es decir, cuyo gobierno y administración estaba en manos de una comisión internacional compuesta por una serie de países.

- La princesa Margarita de los Países Bajos nació en la ciudad canadiense de Ottawa en 1943 mientras la familia había estado viviendo en allí desde junio de 1940 después de la ocupación de los Países Bajos por Alemania. La sala de maternidad del Hospital Cívico de Ottawa en donde nació la Princesa Margriet fue temporalmente declarada extraterritorial por el gobierno canadiense.[9] Hacer que la sala de maternidad estuviera fuera del dominio canadiense la hizo no estar afiliada con ninguna jurisdicción y su territorio era técnicamente internacional. Esto se hizo para asegurar que la Princesa recién nacida obtendría su ciudadanía de su madre solamente, haciéndola solamente holandesa y aún viable para la línea holandesa de sucesión al trono.[10] Un caso similar ocurrió en 1945, cuando la suite 212 del hotel Claridge's de la ciudad británica de Londres fue cedida temporalmente a Yugoslavia para que Alejandro, príncipe heredero de Yugoslavia y parte de la familia real exiliada, naciera en territorio de su país.[11]

- Bajo el Plan de Partición de las Naciones Unidas para Palestina de 1947, se suponía que la ciudad de Jerusalén se convertiría en una Zona Internacional. Esto nunca fue implementado, ya que la ciudad se convirtió en el escenario de la lucha feroz en 1948 que culminó con su partición entre Israel y Jordania. En 1967, la parte ocupada por Jordania fue capturada y anexada unilateralmente por Israel. Sin embargo, la idea de una zona internacional en Jerusalén, abarcando por lo menos la ciudad vieja, sigue siendo considerada por varios mediadores potenciales.